# Maladera shouchiana
Maladera shouchiana är en skalbaggsart som beskrevs av Kobayashi och Yu 1997. Maladera shouchiana ingår i släktet Maladera och familjen Melolonthidae. Inga underarter finns listade i Catalogue of Life.